# گورستان تنگ مینه
گورستان تنگ مینه مربوط به دوره اشکانیان است و در شهرستان خرم‌آباد، بخش ویسیان، دهستان شوراب، روستای مینه واقع شده و این اثر در تاریخ ۱۳ آبان ۱۳۸۶ با شمارهٔ ثبت ۱۹۸۰۹ به‌عنوان یکی از آثار ملی ایران به ثبت رسیده است.